# Zinovi Guerdt
Pour les articles homonymes, voir Gerdt.
Zinovi Efimovitch Guerdt (en russe : Зино́вий Ефи́мович Гердт), né le 21 septembre 1916 à Sebej et mort le 18 novembre 1996 à Moscou, est un acteur soviétique russe, Artiste du peuple de l'URSS (1990),,.

## Biographie
Le futur artiste nait à Sebej dans le Gouvernement de Vitebsk sous le nom de Zalman (Salomon) Ephraimovitch Khrapinovitch. Il est le plus jeune (quatrième) enfant dans la famille d'Ephraim Iakovlevitcc Khrapinovitch et de Rachel Isaakovna (née - Sekun). Le père de l'artiste avant la révolution était un employé, puis un vendeur dans des sociétés commerciales, après la révolution - un employé du syndicat de la consommation du district local.
Zinovi Guerdt étudie à l'école juive de Sebej. À l'âge de treize ans, il a publié des poèmes sur la collectivisation dans un journal pour enfants en yiddish. En 1932, il déménage chez son frère à Moscou et entre, la même année, à l'école technique de l'usine Electrozavod de Moscou. Là, il rencontre et se lie d'amitié avec Issaï Kouznetsov, futur écrivain et scénariste, ils jouent ensemble sur scène du Théâtre de la jeunesse ouvrière, connu sous l'acronyme « TRAM ». En 1934, après avoir été diplômé de l'école technique, il commence à travailler pour l'entreprise de construction de Métro de Moscou (Metrostroy) en tant qu'électricien, continuant à jouer au théâtre. En 1935, il devient acteur professionnel. En 1936-1937, il a également joué au théâtre de marionnettes au Palais des Pionniers de Moscou.
En 1939, il devient acteur du théâtre-studio organisé et dirigé par Alexeï Arbouzov et Valentin Ploutchek à Moscou, où il travaille jusqu'à la Seconde Guerre mondiale. Il tient le rôle d'Altman dans La ville à l'aube d'Alexeï Arbouzov. À l'origine il se produit sous son vrai nom, Khrapinovitch, puis sous le nom de scène Guerdt, qui à la fin des années 1930 devient son nom officiel. D'après les mémoires de son ami Issaï Kouznetsov, le pseudonyme a été proposé par Alexeï Arbouzov et rendait hommage à la danseuse classique très populaire à l'époque Ielizaveta Guerdt.
Au début de la Grande Guerre patriotique en juin 1941, il se porte volontaire pour s'engager dans l'Armée rouge. En décembre 1941, sorti d'une formation spéciale accélérée à l’École du génie militaire de Moscou il se voit affecté au Front de Kalinine, puis - au Front de Voronej. Il sert comme chef du génie militaire du 81e régiment de la 25e Division des fusilleurs de la garde, gradé lieutenant-colonel. Le 12 février 1943, près de Kharkov, il est grièvement blessé à la jambe par les éclats d'obus. Après onze opérations, sa jambe reste plus courte que l'autre et lui occasionne une boiterie prononcée. On lui reconnait le statut d'invalide de guerre.
Jusqu'au 25 juin 1945, il travaille au Théâtre de la Jeunesse de Moscou. En 1945-1982, il est acteur du théâtre de marionnettes de Moscou sous la direction de Sergueï Obraztsov. Il part en tournée avec le théâtre au Japon, aux États-Unis et dans d'autres pays. Il a également joué dans le théâtre Théâtre Sovremennik (la pièce Monument d'après Enn Vetemaa, 1977).
De 1983 à 1992 - l'acteur de Théâtre dramatique Maria Iermolova.
Au cinéma, il commence comme acteur de doublage, restant longtemps loin des caméras.
À la télévision de 1962 à 1966, avec des interruptions pour des tournées et des tournages, il présente l'émission Kinopanorama. En raison des difficultés d'assurer les prestations régulières, il quitte la télédiffusion, remplacé par Alexeï Kapler. Dans les années 1990, il était l'auteur principal de l'émission Tea Club sur la chaîne TV-6 de Moscou.
Décédé le 18 novembre 1996 à Moscou, l'artiste est enterré au cimetière de Kountsevo.
En 2010, la maison d'édition AST publie son livre biographique Chevalier de la Conscience.

## Filmographie partielle
- 1961 : Absolument sérieusement (Совершенно серьёзно), film à sketches d'Eldar Riazanov, Leonid Gaïdaï, Naum Trakhtenberg, Eduard Emoïro et Vladimir Semakov
- 1961 : Vingt mille lieues sur la terre (Леон Гаррос ищет друга) de Marcello Pagliero : le narrateur dans la version russe
- 1962 : Neuf jours d'une année (Девять дней одного года) de Mikhaïl Romm : le narrateur
- 1966 : Une année aussi longue que la vie (Год как жизнь) de Grigori Rochal : Bornstedt
- 1971 : Dauria (Даурия), de Viktor Tregoubovitch : le général Semenov
- 1972 : À bâtons rompus (Petchki-lavotchki, Печки-лавочки) de Vassili Choukchine : ami du professeur
- 1972 : Le Domptage de feu (Укрощение огня) de Daniil Khrabrovitsky : Arthur Kartachev
- 1973 : Tghamardik (en arménien : Տղամարդիկ) d'Edmond Keossaian : le narrateur dans la version russe
- 1974 : Un chapeau de paille (Соломенная шляпка) de Leonid Kvinikhidze : Tardiveau
- 1976 : La Farce (Розыгрыш) de Vladimir Menchov : professeur de chimie
- 1976 : Les Douze Chaises de Mark Zakharov (série télévisée) : le narrateur
- 1979 : La Femme est partie (Жена ушла) de Dinara Assanova : voisin
- 1981 : Les Aventures de Tom Sawyer et Huckleberry Finn de Stanislav Govoroukhine : le narrateur
- 1983 : Les Garnements (Пацаны, Patsany) de Dinara Assanova : assesseur au tribunal
- 1983 : Mary Poppins, au revoir (Мэри Поппинс, до свидания) de Leonid Kvinikhidze : Admiral Boom
- 1983 : Romance du front (Военно-полевой роман, Voenno-polevoy roman) de Piotr Todorovski : administrateur
- 1985 : Le Fabuleux voyage de monsieur Bilbon Sacquet, le Hobbit (Сказочное путешествие мистера Бильбо Беггинса Хоббита) de Vladimir Latychev : narrateur
- 1989 : Intergirl (Интердевочка, Interdevochka) de Piotr Todorovski : Boris Semenovitch
- 1991 : Perdu en Sibérie (Затерянный в Сибири) de Aleksandr Mitta : Levenson
- 1993 : Moi Ivan, toi Abraham de Yolande Zauberman : Zalman
- 1994 : Les Aventures d'Ivan Tchonkine (Život a neobyčejná dobrodružství vojáka Ivana Čonkina) de Jiří Menzel : Staline